# Pseudorhicnoessa spinipes
Pseudorhicnoessa spinipes är en tvåvingeart som beskrevs av Malloch 1914. Pseudorhicnoessa spinipes ingår i släktet Pseudorhicnoessa och familjen Canacidae. Inga underarter finns listade i Catalogue of Life.